# The B-52’s
The B-52’s – zespół amerykański, powstały w 1976 r. w akademickim mieście Athens w stanie Georgia. Założycielami zespołu byli Cindy Wilson (wokal, instrumenty perkusyjne), jej brat Ricky Wilson (gitara), Keith Strickland (perkusja, gitara), Kate Pierson (wokal, klawisze) i Fred Schneider (wokal, klawisze, instrumenty perkusyjne).
Nazwa zespołu pochodzi od bombowca B-52, a w slangu – od określenia wysokich fryzur damskich na „bombę” modnych w latach 50. Przez pierwszych kilka lat działalności były one podstawą wizerunku scenicznego zespołu, obok ubrań w stylu przełomu lat 50. i 60. W pierwszym okresie działalności muzyka zespołu była mieszanką surf rocka, klasycznego rock'n'rolla, popu wczesnych lat 60. i new wave (nowej fali). Teksty miały charakter żartobliwy i obracały się wokół klimatów rodem z komiksów,  tandetnych filmów i powieści s-f.
Styl muzyki The B-52’s charakteryzuje również harmonijny śpiew wokalistek Kate Pierson i Cindy Wilson oraz wykonywany techniką sprechgesang śpiew Freda Schneidera. W wielu utworach grupy połączenie głosów wokalistek i wokalisty tworzyło tzw. efekt call and response – przykładami takich utworów są Private Idaho i Good Stuff.

## Historia
Cindy Wilson (śpiew), jej starszy brat Ricky Wilson (gitara), Kate Pierson (organy, śpiew), Keith Strickland (perkusja) oraz Fred Schneider (cowbell, śpiew) postanowili założyć zespół muzyczny pod wpływem spontanicznego jamu, który wykonali po spożywaniu drinków Flaming Volcano w miejscowej chińskiej restauracji. Zespół pierwszy koncert dał w walentynki 1977.
Zespół zadebiutował na rynku w 1978 roku singlem Rock Lobster, wydanym początkowo w małej niezależnej wytwórni DB Records. Dzięki częstemu puszczaniu piosenek przez dj-ów w radiach akademickich i niezależnych stał się on szybko przebojem. To pozwoliło na podpisanie kontraktu z wytwórnią Warner Bros. Rec. i wydanie ponownie tego singla w 1979 roku, a zaraz potem debiutanckiego albumu The B-52’s. Zespół szybko zyskał status kultowego, będąc taneczną alternatywą  dla dyskotekowej papki serwowanej w komercyjnych stacjach radiowych. Swój status na niezależnej scenie tanecznej potwierdzili wydanym w 1980 roku albumem Wild Planet. Był on kontynuacją klimatów zaprezentowanych na pierwszej płycie.
W 1982 roku wydali minialbum Mesopotamia, którego producentem był znany z Talking Heads David Byrne. W 1983 roku na rynku ukazał się album Whammy!. Jest to bardziej elektroniczna płyta, choć bardzo dynamiczna i przebojowa. W 1984 roku zespół przerwał działalność, co wykorzystał F. Schneider, nagrywając solową płytę Fred Schneider and the Shake Society. W nagraniu udział wzięli przyjaciele z zespołu, Kate Pierson i Ricki Wilson.
W 1985 roku zespół zebrał się w pełnym składzie, aby nagrać kolejną płytę Bouncing of the Satellites. Muzyka na tym albumie ma bardziej popowy charakter, choć nadal podana jest z charakterystycznym dla zespołu poczuciem humoru. 12 października zmarł Ricki. Pierwotna wersja mówiła o raku, jednak po jakimś czasie podano informację, iż przyczyną śmierci było AIDS. Załamani członkowie zespołu zrezygnowali z promocji płyty, podejmując decyzję o zawieszeniu działalności.
W 1988 roku zespół zszedł się ponownie. Keith Strickland zmienił perkusję na gitarę. W 1989 roku na rynku ukazał się album Cosmic Thing. Jest to płyta już zdecydowanie poprockowa, ale i bardzo taneczna, o ciepłym i przystępnym brzmieniu. Stała się ona  największym sukcesem komercyjnym w historii zespołu. Już pierwszy singiel Channel Z stał się przebojem w radiach alternatywnych i akademickich. Kolejnym singlem był Love Shack. Stał się on jednym z największych hitów zespołu, panującym na szczytach list przebojów w wielu krajach. Jego następca Roam potwierdził ich sukces.
W 1991 z zespołu odeszła Cindy Wilson. Jako trio, w 1992, roku B-52’s nagrali płytę Good Stuff. Teksty na tym albumie mają charakter bardziej zaangażowany, poruszając między innymi problem praw zwierząt, a także AIDS. Płyta nie powtórzyła sukcesu swojej poprzedniczki. To spowodowało zawieszenie działalności zespołu na dłuższy czas.
Zespół wraca sporadycznie. W 1994 roku jako The BC-52's nagrał piosenkę (Meet) The Flintstones do aktorskiej wersji filmu o jaskiniowcach Flintstonowie. W 1998 roku na potrzeby składanki Time Capsule – Song For The Future Generation zespół nagrał dwa nowe utwory Debbie (piosenka o Debbie Harry z zespołu Blondie) i Hallucinating Pluto. W nagraniach wzięła udział Cindy Wilson. W 2002 roku zespół  w czteroosobowym składzie ruszył w trasę.
W 2008 roku na rynku pojawiła się nowa, w pełni premierowa płyta Funplex. Materiał, został nagrany pierwszy raz od 1989 roku z Cindy Wilson w szeregach grupy, jest mieszanką wszelkich odcieni muzyki zespołu – od nowofalowych klimatów, przez elektronikę, pop-rock i taneczne brzmienia.

## Skład
- Fred Schneider – śpiew, instrumenty perkusyjne
- Kate Pierson – śpiew, instrumenty klawiszowe
- Keith Strickland – perkusja, gitara
- Cindy Wilson – śpiew, instrumenty perkusyjne
- Ricky Wilson – gitara (1978 – 1985)

## Dyskografia

### Albumy
- 1979 The B-52’s
- 1980 Wild Planet
- 1982 Mesopotamia
- 1983 Whammy!
- 1985 Bouncing Off The Satellites
- 1989 Cosmic Thing
- 1992 Good Stuff
- 2008 Funplex

### Kompilacje
- 1982  Party Mix!
- 1990  Dance This Mess Around: The Best Of The B – 52' s
- 1992  Landed From Outerspace (live Bootleg)
- 1995  Planet Clear
- 1998  Time Capsule: Songs For A Future Generation
- 2002  Nude On The Moon – The B – 52' s Antology
- 2005  Whammy! – Remix EP
- 2006  Mesopotamia – Remix EP
- 2006  Hi Five – The B – 52' s
- 2007  Wild Planet – Remix EP
- 2008  Funplex – Remix Ep

## Wideografia
- 1990   1978-1989
- 1998   Time Capsule [Video]
- 2011   With the Wild Crowd! Live in Athens, GA [Blu-ray Disc]

## Nagrody, pozycje na listach przebojów i rekordy
- Piosenka Rock Lobster została umieszczona na liście 500 piosenek które ukształtowały rock utworzonej przez Rock and Roll Hall of Fame.

| Albumy na liście The Billboard 200 | Albumy na liście The Billboard 200 | Albumy na liście The Billboard 200 | Albumy na liście The Billboard 200 |
| Rok                                | Album                              | Lista                              | pozycja                            |
| ---------------------------------- | ---------------------------------- | ---------------------------------- | ---------------------------------- |
| 1980                               | Wild Planet                        | Pop Albums                         | 18                                 |
| 1979                               | The B-52’s                         | Pop Albums                         | 59                                 |
| 1981                               | Party Mix!                         | Pop Albums                         | 55                                 |
| 1982                               | Mesopotamia                        | Pop Albums                         | 35                                 |
| 1983                               | Whammy!                            | Pop Albums                         | 29                                 |
| 1983                               | Whammy!                            | The Billboard 200                  | 171                                |
| 1987                               | Bouncing Off the Satellites        | The Billboard 200                  | 85                                 |
| 1989                               | Cosmic Thing                       | The Billboard 200                  | 4                                  |
| 1990                               | Cosmic Thing                       | The Billboard 200                  | 4                                  |
| 1991                               | Party Mix!/Mesopotamia             | The Billboard 200                  | 184                                |
| 1992                               | Good Stuff                         | The Billboard 200                  | 16                                 |
| 1998                               | Time Capsule                       | The Billboard 200                  | 93                                 |

| Single na liście The Billboard Hot 100 | Single na liście The Billboard Hot 100 | Single na liście The Billboard Hot 100 | Single na liście The Billboard Hot 100 |
| Rok                                    | Piosenka                               | Lista                                  | pozycja                                |
| -------------------------------------- | -------------------------------------- | -------------------------------------- | -------------------------------------- |
| 1980                                   | Private Idaho                          | Pop Singles                            | 74                                     |
| 1980                                   | Rock Lobster                           | Pop Singles                            | 56                                     |
| 1983                                   | Legal Tender                           | Pop Singles                            | 81                                     |
| 1989                                   | Love Shack                             | The Billboard Hot 100                  | 3                                      |
| 1989                                   | Roam                                   | The Billboard Hot 100                  | 3                                      |
| 1990                                   | Deadbeat Club                          | The Billboard Hot 100                  | 30                                     |
| 1990                                   | Love Shack                             | The Billboard Hot 100                  | 3                                      |
| 1990                                   | Roam                                   | The Billboard Hot 100                  | 3                                      |
| 1992                                   | Good Stuff                             | The Billboard Hot 100                  | 28                                     |
| 1994                                   | (Meet) The Flintstones                 | The Billboard Hot 100                  | 33                                     |